# Gressenicher Mühle

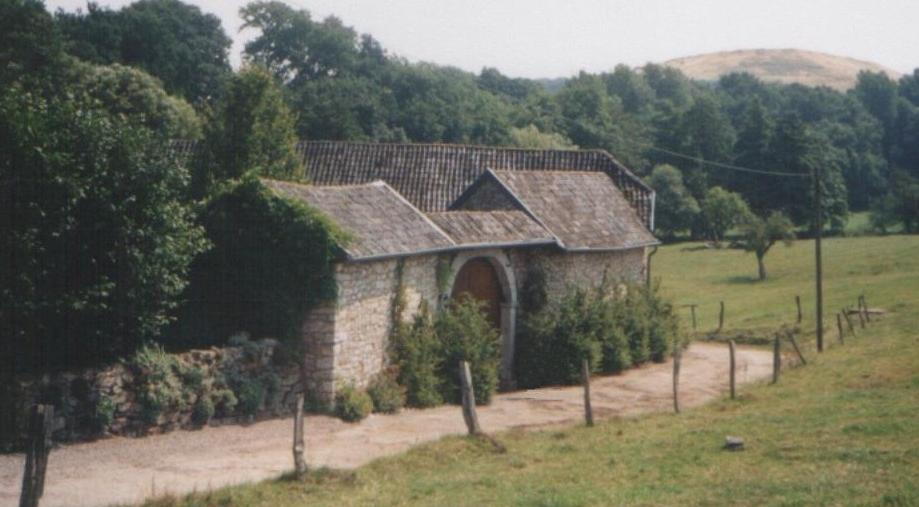
Gressenicher Mühle

Die Gressenicher Mühle ist eine unter Denkmalschutz stehende Hofanlage in Eschweiler in der Städteregion Aachen, welche heute als Wohngebäude genutzt wird. Sie liegt östlich von Scherpenseel im äußersten Südostzipfel des Stadtgebiets am Omerbach, welcher die Grenze zu Langerwehe bildet.

## Geschichte

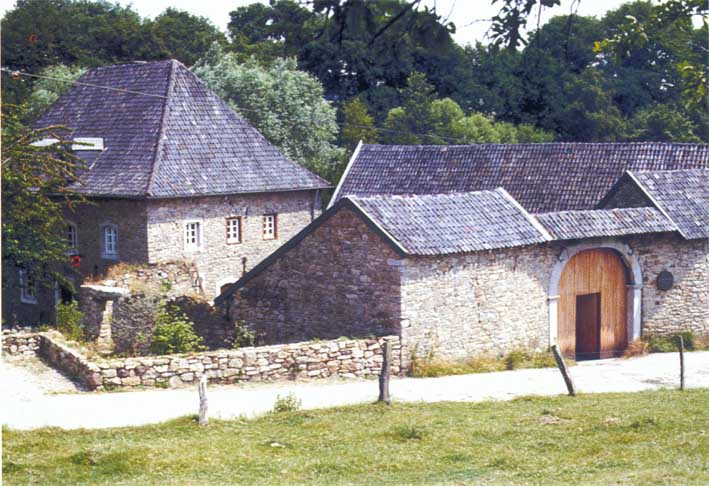
Detailansicht

Urkundlich wird die Gressenicher Mühle das erste Mal 1646 auf einer Karte der Reichsabtei Kornelimünster erwähnt. 1715 wird sie auf einer Karte der Ämter Wilhelmstein und Eschweiler des Herzogtums Jülich als „Urligsmühle“ bezeichnet, was sich entweder auf ihre Nutzung als Ölmühle oder auf den Familiennamen des Eigners bezieht.
1820 verleiht der Landkreis Aachen die Mühlrechte an einen Herrn Esser, in dessen Familienbesitz sie bis heute sind. Damals war in der geschlossenen Hofanlage eine vom Omerbach gespeiste Getreidemühle untergebracht, deren Betrieb 1930 eingestellt und deren Anlage nach dem Zweiten Weltkrieg abgebaut wurde. 1972 kam die Gressenicher Mühle von Gressenich an die Stadt Eschweiler.